# 天使の炎-Flame Of The Angels-
「天使の炎-Flame Of The Angels-」（てんしのほのお フレイム・オブ・ジ・エンジェルズ）は、SHOW-YA12枚目のシングル。1992年1月29日、東芝EMI/EASTWORLDから発売。

## 内容
Steffanie Borges加入後、『第2期SHOW-YA』として再スタートしたシングル。本作は公式サイトのディスコグラフィに掲載されていない。

## 収録曲
全編曲：SHOW-YA
1. 天使の炎-Flame Of The Angels-
作詞：森雪之丞　作曲：五十嵐美貴
2. DON'T SAY GOOD BYE
作詞：Steffanie Borges　作曲：角田美喜・仙波さとみ